# Marigot (Dominica)

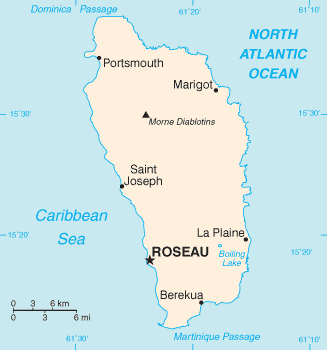
Localização de Marigot no nordeste de Dominica

Marigot é uma cidade de Dominica localizada na paróquia de Saint Andrew.